# Giuseppe Apollonio
Giuseppe Apollonio (Venezia, 10 marzo 1829 – Treviso, 12 novembre 1903) è stato un vescovo cattolico italiano.

## Biografia
Di origini veneziane, il 12 maggio 1879 fu nominato da papa Leone XIII vescovo di Adria (oggi Adria-Rovigo).
Successivamente, nel 1882 fu trasferito a Treviso, dove ebbe come cancelliere Giuseppe Sarto, futuro papa Pio X, che nel 1884 venne nominato vescovo di Mantova. Durante il suo episcopato fu fondato, nel 1892, per iniziativa dell'Opera dei Congressi, il settimanale diocesano La Vita del Popolo.
Mantenne la cattedra episcopale fino alla morte, avvenuta nel 1903. Fu sepolto nella cripta della cattedrale di Treviso.

## Genealogia episcopale
La genealogia episcopale è:
- Cardinale Scipione Rebiba
- Cardinale Giulio Antonio Santori
- Cardinale Girolamo Bernerio, O.P.
- Arcivescovo Galeazzo Sanvitale
- Cardinale Ludovico Ludovisi
- Cardinale Luigi Caetani
- Cardinale Ulderico Carpegna
- Cardinale Paluzzo Paluzzi Altieri degli Albertoni
- Papa Benedetto XIII
- Papa Benedetto XIV
- Cardinale Enrico Enriquez
- Arcivescovo Manuel Quintano Bonifaz
- Cardinale Buenaventura Córdoba Espinosa de la Cerda
- Cardinale Giuseppe Maria Doria Pamphilj
- Papa Pio VIII
- Papa Pio IX
- Cardinale Raffaele Monaco La Valletta
- Vescovo Giuseppe Apollonio